# Hahnennest (Ornithologie)

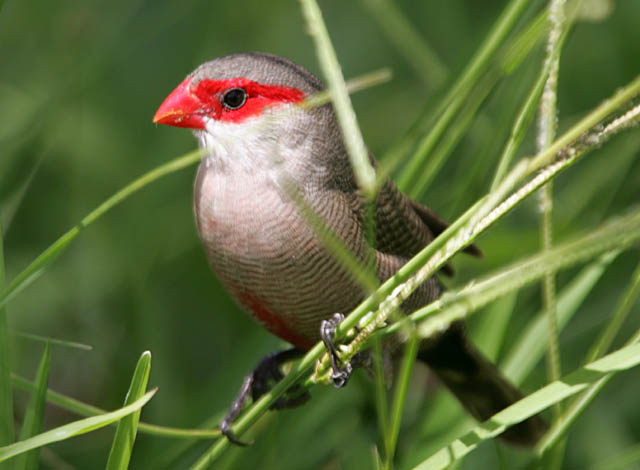
Der Wellenastrild errichtet in einigen Gebieten regelmäßig Hahnennester

Als Hahnennest, gelegentlich auch Nebennest genannt, bezeichnet man in der Ornithologie ein zweites Nest, das von einer Reihe von Vogelarten neben dem eigentlichen Nest errichtet wird.
Diese Nester hielt man lange Zeit für einen Schlafplatz des Männchens, und bei einigen Vogelarten ist tatsächlich zu beobachten, dass Männchen sich hierhin zurückziehen. Nach Ansicht anderer Ornithologen dient das Hahnennest jedoch dazu, Nestfeinde in die Irre zu führen, weil das eigentliche Nest versteckt unter dem Hahnennest liegt. Dieses Verhalten wäre vor allem bei afrikanischen Prachtfinken schlüssig, deren Brutparasit die Witwenvögel sind. Von anderen Ornithologen wird das Hahnennest dagegen als ein funktionsloses Gebilde, das aus einem fehlorientierten Bauverhalten herausschlägt, betrachtet. Aus diesem Grund heraus wurde der neutralere Begriff „Nebennest“ für diese Gebilde vorgeschlagen.
Zu den Arten, die häufig Nebennester bauen, zählen einige Prachtfinkenarten, wie beispielsweise der Rote Tropfenastrild. Bei Wellenastrilden findet man in manchen Gebieten regelmäßig Hahnennester vor, die auf dem eigentlichen Kugelnest als zweites, halb überwölbtes Nest gebaut werden.

## Belege

### Einzelbelege
1. ↑  Nicolai et al., S. 258.
2. ↑   Nicolai et al., S. 254.